# Atascocita
Atascocita statisztikai település az USA Texas államában, Harris megyében. Lakosainak száma 88 174 fő (2020. április 1.).

## Népesség
A település népességének változása:

| 2010 | 65 844 |
| 2020 | 88 174 |